# تشارلز مكابي
تشارلز مكابي (بالإنجليزية: Charles McCabe)‏ هو صحفي أمريكي، ولد في 1915، وتوفي في 1983.